# Biberstein
Biberstein (schweizertyska: Büberschtei) är en ort och kommun i distriktet Aarau i kantonen Aargau, Schweiz. Kommunen har 1 644 invånare (2023).